# Kongo na Letnich Igrzyskach Olimpijskich Młodzieży 2010
Kongo na Letnich Igrzyskach Olimpijskich Młodzieży w Singapurze w 2010 reprezentować będzie 1 sportowiec.

## Tenis stołowy
- Joly Ivoso Mafuta